# Mennonici w Belize

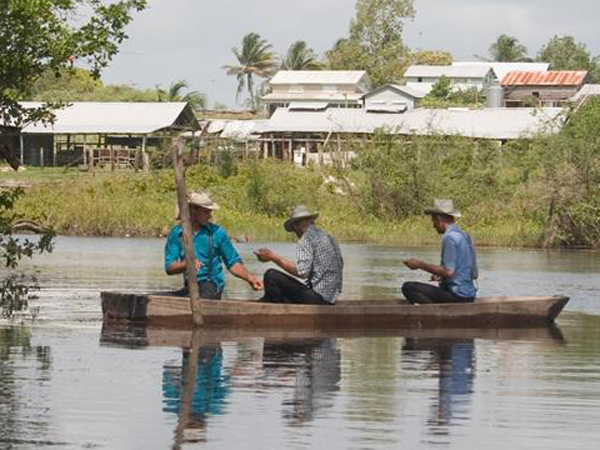
Mennonici na New River w Belize

Mennonici w Belize – wyznawcy mennonityzmu, protestanckiej wspólnoty religijnej zaliczanej do anabaptyzmu, zamieszkali w Belize. Stanowią piątą co do wielkości grupę wyznaniową w kraju.
Mennonici w Belize pojawili się za sprawą anabaptystów, którzy u schyłku XIX wieku wyjeżdżali z Rosji i Żuław do Kanady, skąd z czasem dotarli do Meksyku i Belize. W późniejszym czasie w Belize osiedlili się również mennonici z Pensylwanii.
Belizeńscy mennonici zrzeszeni są w 43 zborach. Część zborów jest bardzo konserwatywna, a ich członkowie korzystają ze zdobyczy technologii tylko w ograniczonym stopniu co sprawia, że blisko im do innego nurtu anabaptyzmu – amiszów. Natomiast inne zbory są znacznie bardziej nowoczesne i podobne do Kościołów protestanckich. Językiem używanym na nabożeństwach jest plautdietsch.
Największa społeczność mennonitów, tak zwana kolonia, znajduje się w miejscowości Spanish Lookout. Działa tam 5 zborów które liczą łącznie ok. 760 pełnoprawnych członków. Łącznie z nieochrzczonymi dziećmi i młodzieżą mennonici stanowią większość mieszkańców tego miasta.
W roku 2000 wspólnota mennonicka liczyła 9497 wiernych, a w roku 2010 – 11 658. Natomiast jako mennonici etniczni, czyli biali mennonici pochodzenia europejskiego używający na co dzień języka plautdietsch w roku 2000 określiło się 8726 osób, a w roku 2010 deklaracje taką podało 10 865.